# Gregorijanci
Gregorijanci (Gregoryancz, de Gregoriancz), hrvatska plemićka obitelj podrijetlom iz Križevačke županije. Imali su posjede i u Varaždinskoj i Zagrebačkoj županiji. Obitelj se prvi put spominje u 15. stoljeću, ali nejasna je genealoška veza s kasnijim pripadnicima obitelji. Članovi obitelji mogu se neprekinuto pratiti od 16. do početka 17. stoljeća.
Propast obitelji opisao je književnik August Šenoa u romanu Zlatarevo zlato (1871.).

## Povijest
Prvi istaknutiji član bio je pravnik i veleposjednik Juraj od Poljane († prije 1530.), kojega je ban Petar Berislavić imenovao vicepronotarom Kraljevine Slavonije (1520. – 1521.). Imao je dva sina, Ambroza i Pavla I. Pavao I. († 1565.) bio je zagrebački biskup i diplomat u službi kralja Ferdinanda I., a pred smrt je imenovan i naslovnim kaločkim nadbiskupom. Njegov brat, Ambroz († 1572.) obnašao je dužnost podbana, a bio je i posjednik u Križevačkoj i Zagrebačkoj županiji. Godine 1557. stekao je utvrdu Medvedgrad s okolnim selima. Imao je tri sina, Jurja, Baltazara i Stjepana.
Ambrozov sin Stjepan, obnašao je dužnost hrvatskog podban (1578. – 1581.), a dobio je i naslov baruna (1581.). Imao je dva sina, Pavla II. i Nikolu. U njihovo vrijeme počeli su se znatno smanjivati obiteljski posjedi, jer su ih braća davala u zalog nižim i srednjim plemićima koji su im bili vjerovnici. Obitelj je izumrla u muškoj lozi Nikolinom smrću 1607. godine.

## Vanjske poveznice
- Gregorijanci Hrvatska enciklopedija
- Gregorijanec  Arhivirana inačica izvorne stranice od 26. ožujka 2014. (Wayback Machine), Hrvatski biografski leksikon